# Блумквист, Александр
Юхан Никлас Александр Блумквист (швед. Johan Nicklas Alexander Blomqvist; род. 3 августа 1994, Симрисхамн, Кристианстад) — шведский футболист, защитник клуба «Сундсвалль».

## Клубная карьера
Начинал заниматься футболом в «Симрисхамне» из своего родного города. В 12-летнем возрасте присоединился к «Мальмё», где дорос до игрока основной команды. 3 июля 2011 года впервые попал в заявку главной команды на матч Алльсвенскана против «Норрчёпинга», но на поле не появился. Дебют Блумквиста в чемпионате страны состоялся 14 апреля 2013 года во встрече с «Кальмаром». Он появился на поле на 73-й минуте вместо Эрика Берга, но через семь минут после выхода получил травму колена, в результате чего был вынужден пропустить остаток сезона. После того, как игро восстановился от травмы, он отправил на правах аренды в «Вернаму», выступающий в Суперэттане, где он провёл все матчи сезона.
В декабре 2015 года пополнил ряды «Треллеборга», подписав с клубом контракт на два года. Первую игру за новый клуб провёл 4 апреля 2016 года против «Вернаму», появившись на поле в стартовом составе. По итогам 2017 года вместе с клубом в стыковых матчах с «Йёнчёпингс Сёдра» завоевал право выступать на следующий сезон в Алльсвенскане.
24 января 2019 года перешёл в «Сундсвалль», с которым подписал четырёхлетнее соглашение. За клуб в чемпионате страны впервые сыграл 1 апреля того же года в гостевом поединке с «Юргорденом».

## Достижения
Мальмё:
- Чемпион Швеции: 2013

Сундсвалль:
- Серебряный призёр Суперэттана: 2021

## Клубная статистика
| Выступление      | Выступление      | Выступление      | Лига | Лига | Кубки | Кубки | Конт. кубки | Конт. кубки | Разное | Разное | Итого | Итого |
| Клуб             | Лига             | Сезон            | Игры | Голы | Игры  | Голы  | Игры        | Голы        | Игры   | Голы   | Игры  | Голы  |
| ---------------- | ---------------- | ---------------- | ---- | ---- | ----- | ----- | ----------- | ----------- | ------ | ------ | ----- | ----- |
| Мальмё           | Алльсвенскан     | 2013             | 1    | 0    | 0     | 0     | 0           | 0           | 0      | 0      | 1     | 0     |
| Мальмё           | Итого            | Итого            | 1    | 0    | 0     | 0     | 0           | 0           | 0      | 0      | 1     | 0     |
| → Вернаму        | Суперэттан       | 2015             | 30   | 0    | 0     | 0     | 0           | 0           | 0      | 0      | 30    | 0     |
| → Вернаму        | Итого            | Итого            | 30   | 0    | 0     | 0     | 0           | 0           | 0      | 0      | 30    | 0     |
| Треллеборг       | Суперэттан       | 2016             | 30   | 2    | 1     | 0     | 0           | 0           | 0      | 0      | 31    | 2     |
| Треллеборг       | Суперэттан       | 2017             | 27   | 4    | 4     | 0     | 0           | 0           | 2      | 0      | 33    | 4     |
| Треллеборг       | Алльсвенскан     | 2018             | 29   | 1    | 4     | 0     | 0           | 0           | 0      | 0      | 33    | 1     |
| Треллеборг       | Итого            | Итого            | 86   | 7    | 9     | 0     | 0           | 0           | 0      | 0      | 95    | 7     |
| Сундсвалль       | Алльсвенскан     | 2019             | 22   | 0    | 1     | 0     | 0           | 0           | 0      | 0      | 23    | 0     |
| Сундсвалль       | Суперэттан       | 2020             | 14   | 1    | 2     | 0     | 0           | 0           | 0      | 0      | 16    | 1     |
| Сундсвалль       | Суперэттан       | 2021             | 30   | 2    | 4     | 0     | 0           | 0           | 0      | 0      | 34    | 2     |
| Сундсвалль       | Алльсвенскан     | 2022             | 8    | 1    | 2     | 0     | 0           | 0           | 0      | 0      | 10    | 1     |
| Сундсвалль       | Итого            | Итого            | 74   | 4    | 9     | 0     | 0           | 0           | 0      | 0      | 83    | 4     |
| Всего за карьеру | Всего за карьеру | Всего за карьеру | 191  | 13   | 18    | 0     | 0           | 0           | 2      | 0      | 211   | 13    |